# جزيرة الضعينة
جزيرة الضُّعيّنة هي إحدى الجزر الواقعة في الخليج العربي، وتتبع المنطقة الشرقية السعودية. تبلغ مساحة الجزيرة نحو 3,70 كم2 وتبعد عن الساحل بحوالي 0,3 ميل بحري.